# 2019–2020-as EHF-bajnokok ligája
A 2019–2020-as EHF Bajnokok Ligája az európai kézilabda-klubcsapatok legrangosabb tornájának 60. kiírása volt, ezen a néven pedig a 27. A bajnokság címvédője a Vardar Szkopje volt. Magyarországról két csapat vett részt a küzdelmekben, a bajnoki címvédő Telekom Veszprém és a bajnoki ezüstérmes Pick Szeged. Mindkét magyar csapat automatikusan a főtáblán kezdett.
A torna lebonyolítását az előző évivel megegyezőnek tervezték, azonban a koronavírus-járvány miatt a csoportkör lezárultával félbeszakították az idényt, a Final Fourt decemberre halasztották, a résztvevő csapatokat pedig az Európai Kézilabda-szövetség jelölte ki.
A tornát végül története során negyedik alkalommal a THW Kiel nyerte meg, miután a döntőben 33–28-ra legyőzték a Barcelona csapatát. A Telekom Veszprém a negyedik helyen zárt.

## Lebonyolítás
35 csapat jelezte indulási szándékát a bajnokságban. Az EHF úgy döntött, hogy ebben a szezonban sem rendeznek kvalifikációs tornákat, a 28 indulót több különféle szempont szerint választották ki.
A csoportkörbe jutott 28 csapatot négy csoportba sorolták. Az A és B csoportba nyolc-nyolc csapat került, a C és D csoportba pedig hat-hat csapat. Az A és B csoportba sorolták az erősebb csapatokat, a C és D-be pedig a gyengébbeket. Az A és B csoportból a csoportgyőztes egyből a negyeddöntőbe jutott, a 2-6. helyezettek pedig a nyolcaddöntőbe. A C és D csoport 12 csapatából összesen kettő juthatott a nyolcaddöntőbe úgy, hogy a C csoport első két helyezettje a D csoport első két helyezettjével egy oda-vissza vágóban döntötték el ennek sorsát.
A szezont a csoportkör után félbe kellett szakítani, sem a nyolcad- sem a negyeddöntőket nem rendezték meg, és a Final Fourt is 2020. május 30-31-i időpontról december 28-29-re halasztották. A Final Fouron szereplő csapatokról az Európai Kézilabda-szövetség döntött.

## Csapatok
Ebben a Bajnokok ligája szezonban a következő csapatok indulnak.
| A és B csoport      | A és B csoport        | A és B csoport        | A és B csoport    |
| ------------------- | --------------------- | --------------------- | ----------------- |
| Meskov Breszt       | Zagreb                | Aalborg               | Barcelona         |
| Paris Saint-Germain | Montpellier           | Flensburg-Handewitt   | THW Kiel          |
| Telekom Veszprém KC | Pick Szeged           | Vardar Szkopje        | Elverum Håndball  |
| Vive Targi Kielce   | Porto                 | RK Celje              | Motor Zaporizzsja |
| C és D csoport      |                       |                       |                   |
| GOG Håndbold        | CD Bidasoa            | Riihimäen Cocks       | Eurofarm Rabotnik |
| Wisła Płock         | Sporting              | Dinamo București      | IFK Kristianstad  |
| IK Sävehof          | Csehovszkije Medvegyi | Kadetten Schaffhausen | Tatran Prešov     |

## Csoportkör

### A csoport
| #  | Csapat              | M  | Gy | D | V  | G+  | G–  | Gk   | P  |
| -- | ------------------- | -- | -- | - | -- | --- | --- | ---- | -- |
| 1. | FC Barcelona        | 14 | 13 | 0 | 1  | 485 | 380 | +105 | 26 |
| 2. | Paris Saint-Germain | 14 | 11 | 0 | 3  | 444 | 389 | +55  | 22 |
| 3. | Pick Szeged         | 14 | 9  | 2 | 3  | 409 | 370 | +39  | 20 |
| 4. | Aalborg             | 14 | 7  | 1 | 6  | 416 | 420 | –4   | 15 |
| 5. | Flensburg-Handewitt | 14 | 7  | 1 | 6  | 388 | 379 | +9   | 15 |
| 6. | RK Celje            | 14 | 3  | 0 | 11 | 355 | 429 | –74  | 6  |
| 7. | RK Zagreb           | 14 | 2  | 1 | 11 | 343 | 419 | –76  | 5  |
| 8. | Elverum Håndball    | 14 | 1  | 1 | 12 | 365 | 419 | –54  | 3  |

| BAR   | PSG   | SZE   | AAL   | FLE   | CEL   | ZAG   | ELV   |
| ----- | ----- | ----- | ----- | ----- | ----- | ----- | ----- |
|       | 36–32 | 30–28 | 44–35 | 31–27 | 45–21 | 32–23 | 33–24 |
| 32–35 |       | 30–25 | 37–24 | 32–30 | 27–18 | 37–26 | 31–25 |
| 31–28 | 32–29 |       | 26–26 | 24–24 | 31–24 | 33–23 | 32–25 |
| 30–34 | 29–32 | 28–35 |       | 31–28 | 28–24 | 30–20 | 30–28 |
| 27–34 | 29–30 | 34–26 | 29–32 |       | 29–26 | 20–17 | 26–19 |
| 25–37 | 29–33 | 23–34 | 28–29 | 24–25 |       | 24–22 | 32–25 |
| 19–36 | 29–37 | 21–26 | 31–30 | 25–26 | 27–31 |       | 30–27 |
| 26–30 | 22–25 | 25–26 | 24–34 | 28–34 | 37–26 | 30–30 |       |

### B csoport
| #  | Csapat              | M  | Gy | D | V  | G+  | G–  | Gk  | P  |
| -- | ------------------- | -- | -- | - | -- | --- | --- | --- | -- |
| 1. | THW Kiel            | 14 | 9  | 2 | 3  | 437 | 398 | +39 | 20 |
| 2. | Telekom Veszprém KC | 14 | 10 | 0 | 4  | 448 | 386 | +62 | 20 |
| 3. | Vive Tauron Kielce  | 14 | 8  | 2 | 4  | 421 | 389 | +32 | 18 |
| 4. | Montpellier         | 14 | 8  | 1 | 5  | 386 | 375 | +11 | 17 |
| 5. | Porto               | 14 | 6  | 2 | 6  | 400 | 410 | –10 | 14 |
| 6. | Vardar Szkopje      | 14 | 5  | 1 | 8  | 396 | 444 | –48 | 11 |
| 7. | Meskov Breszt       | 14 | 4  | 0 | 10 | 401 | 431 | –30 | 8  |
| 8. | Motor Zaporizzsja   | 14 | 1  | 2 | 11 | 406 | 462 | –56 | 4  |

| THW   | VES   | KIE   | MON   | POR   | VAR   | BRE   | ZAP   |
| ----- | ----- | ----- | ----- | ----- | ----- | ----- | ----- |
|       | 29–28 | 30–30 | 33–32 | 27–28 | 34–23 | 31–23 | 32–32 |
| 31–37 |       | 28–24 | 24–23 | 38–28 | 39–30 | 31–25 | 40–28 |
| 32–30 | 34–33 |       | 27–29 | 30–25 | 35–25 | 30–24 | 33–26 |
| 30–33 | 23–18 | 25–24 |       | 22–27 | 31–33 | 30–26 | 34–30 |
| 29–30 | 24–31 | 33–30 | 23–23 |       | 30–22 | 27–25 | 35–35 |
| 20–31 | 29–38 | 28–28 | 27–31 | 32–27 |       | 36–31 | 38–28 |
| 33–30 | 30–37 | 27–31 | 25–27 | 32–35 | 31–22 |       | 33–31 |
| 27–30 | 22–32 | 26–33 | 25–26 | 33–29 | 30–31 | 33–36 |       |

### C csoport
| #  | Csapat            | M  | Gy | D | V | G+  | G–  | Gk  | P  |
| -- | ----------------- | -- | -- | - | - | --- | --- | --- | -- |
| 1. | CD Bidasoa        | 10 | 6  | 3 | 1 | 297 | 246 | +51 | 15 |
| 2. | Sporting          | 10 | 6  | 2 | 2 | 309 | 266 | +43 | 14 |
| 3. | IK Sävehof        | 10 | 6  | 0 | 4 | 268 | 278 | –10 | 12 |
| 4. | Tatran Prešov     | 10 | 3  | 1 | 6 | 260 | 279 | –19 | 7  |
| 5. | Riihimäki Cocks   | 10 | 3  | 0 | 7 | 239 | 290 | –51 | 6  |
| 6. | Eurofarm Rabotnik | 10 | 3  | 0 | 7 | 265 | 279 | –14 | 6  |

| BID   | SPO   | SAV   | PRE   | RII   | RAB   |
| ----- | ----- | ----- | ----- | ----- | ----- |
|       | 32–32 | 39–23 | 27–27 | 34–19 | 26–25 |
| 30–30 |       | 27–20 | 32–24 | 38–29 | 36–26 |
| 24–33 | 29–24 |       | 30–29 | 28–22 | 25–24 |
| 23–25 | 22–37 | 23–28 |       | 30–19 | 31–29 |
| 18–28 | 25–23 | 25–30 | 29–27 |       | 23–21 |
| 25–23 | 29–30 | 32–31 | 23–24 | 31–30 |       |

### D csoport
| #  | Csapat                | M  | Gy | D | V | G+  | G–  | Gk  | P  |
| -- | --------------------- | -- | -- | - | - | --- | --- | --- | -- |
| 1. | Dinamo București      | 10 | 7  | 3 | 0 | 298 | 256 | +42 | 17 |
| 2. | Wisła Płock           | 10 | 5  | 1 | 4 | 267 | 260 | +7  | 11 |
| 3. | GOG Håndbold          | 10 | 4  | 1 | 5 | 310 | 319 | –9  | 9  |
| 4. | IFK Kristianstad      | 10 | 3  | 3 | 4 | 283 | 298 | –15 | 9  |
| 5. | Csehovszkije Medvegyi | 10 | 4  | 0 | 6 | 280 | 308 | –28 | 8  |
| 6. | Kadetten Schaffhausen | 10 | 2  | 2 | 6 | 280 | 277 | +3  | 6  |

| BUK   | PLO   | GOG   | KRI   | MED   | KAD   |
| ----- | ----- | ----- | ----- | ----- | ----- |
|       | 29–20 | 35–28 | 28–25 | 34–23 | 27–26 |
| 26–26 |       | 27–24 | 36–29 | 34–28 | 27–23 |
| 31–32 | 28–27 |       | 37–37 | 38–31 | 35–30 |
| 29–29 | 24–20 | 24–33 |       | 36–28 | 24–24 |
| 20–30 | 25–23 | 36–28 | 37–26 |       | 29–27 |
| 28–28 | 24–27 | 40–28 | 26–29 | 32–23 |       |

### Rájátszás
A C és D csoport első két helyezettje egy-egy oda-vissza vágós rájátszásban harcolhatja ki a legjobb 12 közé jutást.
| 1. csapat   | Össz. | 2. csapat        | 1. mérk. | 2. mérk. |
| ----------- | ----- | ---------------- | -------- | -------- |
| Sporting    | 49–52 | Dinamo București | 25–26    | 24–26    |
| Wisła Płock | 51–49 | CD Bidasoa Irun  | 32–25    | 19–24    |

## Egyenes kieséses szakasz
Az egyenes kieséses szakaszba 12 csapat jutott. Az A és B csoport győztesei automatikusan a negyeddöntőbe kerültek, a 2-6. helyezettek a nyolcaddöntőbe. Hozzájuk csatlakozott a C és D csoport rájátszásának két győztese.
A koronavírus-járvány miatt az Európai Kézilabda-szövetség nem rendezte meg a nyolcad- és a negyeddöntőket, hanem kijelölte azt a négy csapatot akik a Final 4-ban fognak szerepelni. A döntés értelmében az A és B csoport első két helyezettje vehetett részt a négyes döntőben.

### Nyolcaddöntők
| 1. csapat           | Össz. | 2. csapat           | 1. mérk. | 2. mérk. |
| ------------------- | ----- | ------------------- | -------- | -------- |
| Dinamo București    | –     | Paris Saint-Germain | törölve  | törölve  |
| Wisła Płock         | –     | Telekom Veszprém KC | törölve  | törölve  |
| Vardar Szkopje      | –     | Pick Szeged         | törölve  | törölve  |
| RK Celje            | –     | Vive Tauron Kielce  | törölve  | törölve  |
| Porto               | –     | Aalborg             | törölve  | törölve  |
| Flensburg-Handewitt | –     | Montpellier         | törölve  | törölve  |

### Negyeddöntők
| 1. csapat | Össz. | 2. csapat    | 1. mérk. | 2. mérk. |
| --------- | ----- | ------------ | -------- | -------- |
|           | –     | FC Barcelona | törölve  | törölve  |
|           | –     | THW Kiel     | törölve  | törölve  |
|           | –     |              | törölve  | törölve  |
|           | –     |              | törölve  | törölve  |

### Final Four
A Final Fourt ebben a szezonban is Kölnben rendezték a Lanxess Arenában, az eredetileg tervezett 2020. május 30-31-i hétévége helyett a koronavírus-járvány miatt 2020. december 28-29-én.
Résztvevők
- FC Barcelona
- THW Kiel
- Paris Saint-Germain
- Telekom Veszprém KC

|  |                     |                     |              |               |    |          |          |       |
|  | Elődöntők           | Elődöntők           | Elődöntők    |               |    | Döntő    | Döntő    | Döntő |
|  | Elődöntők           | Elődöntők           | Elődöntők    |               |    | Döntő    | Döntő    | Döntő |
|  | december 28.        |                     |              |               |    |          |          |       |
|  |                     |                     |              |               |    |          |          |       |
|  | THW Kiel            | THW Kiel            | 36           |               |    |          |          |       |
|  | THW Kiel            | THW Kiel            | 36           | december 29.  |    |          |          |       |
|  | Telekom Veszprém    | Telekom Veszprém    | 35           |               |    |          |          |       |
|  | Telekom Veszprém    | Telekom Veszprém    | 35           |               |    | THW Kiel | THW Kiel | 33    |
|  | december 28.        |                     |              |               |    | THW Kiel | THW Kiel | 33    |
|  |                     |                     | FC Barcelona | FC Barcelona  | 28 |          |          |       |
|  | FC Barcelona        | FC Barcelona        | FC Barcelona | FC Barcelona  | 28 | 37       |          |       |
|  | FC Barcelona        | FC Barcelona        |              |               |    |          |          |       |
|  | Paris Saint-Germain | Paris Saint-Germain | 32           |               |    |          |          |       |
|  | Paris Saint-Germain | Paris Saint-Germain | 32           | Bronzmérkőzés |    |          |          |       |
|  |                     |                     |              |               |    |          |          |       |
|  | december 29.        |                     |              |               |    |          |          |       |
|  |                     |                     |              |               |    |          |          |       |
|  | Paris Saint-Germain | Paris Saint-Germain | 31           |               |    |          |          |       |
|  | Paris Saint-Germain | Paris Saint-Germain | 31           |               |    |          |          |       |
|  | Telekom Veszprém    | Telekom Veszprém    | 26           |               |    |          |          |       |
|  | Telekom Veszprém    | Telekom Veszprém    | 26           |               |    |          |          |       |

## Statisztikák és díjak

### Góllövőlista
| Helyezés | Játékos              | Klub                 | Gólok száma |
| -------- | -------------------- | -------------------- | ----------- |
| 1        | Niclas Ekberg        | THW Kiel             | 85          |
| 2        | Sander Sagosen       | Paris SG/ THW Kiel   | 76          |
| 3        | Hugo Descat          | Montpellier Handball | 75          |
| 4        | Aleix Gómez          | Barcelona            | 74          |
| 4        | Barys Pukhouski      | Motor Zaporizzsja    | 74          |
| 6        | Tyimur Gyibirov      | Vardar Szkopje       | 69          |
| 7        | Petar Nenadić        | Telekom Veszprém     | 67          |
| 8        | Sebastian Barthold   | Aalborg Håndbold     | 65          |
| 8        | Alex Dujsebajev      | PGE Vive Kielce      | 65          |
| 8        | Vladiszlav Ostrousko | Eurofarm Rabotnik    | 65          |
| 8        | Hendrik Pekeler      | THW Kiel             | 65          |

Utolsó frissítés: 2020. december 29.

### Díjak
Az All Star-csapatot 2020. június 12-én hírdették ki.
- Kapus:  Niklas Landin
- Jobbszélső:  Niclas Ekberg
- Jobbátlövő:  Alex Dujsebajev
- Irányító:  Mikkel Hansen
- Balátlövő:  Sander Sagosen
- Balszélső:  Manuel Štrlek
- Beállós:  Bánhidi Bence

Egyéb díjak
- Legjobb védekező játékos:  Blaž Blagotinšek
- Legjobb fiatal játékos:  Aleix Gómez
- Legjobb edző:  David Davis